# Atacul din regiunea Breansk
La 2 martie 2023, autoritățile ruse au raportat un atac asupra satelor Lyubechane⁠(d) și Sushany⁠(d), la granița cu Ucraina, în regiunea Breansk. Nu după mult timp, Corpul Voluntar al Rusiei⁠(d), alcătuit din naționaliști ruși antiguvernamentali⁠(d) de extremă dreaptă care luptă pentru Ucraina, și-a asumat responsabilitatea pentru atac. Ucraina a numit atacul o provocare.